# Traiguera
|  | Aquest article tracta sobre el municipi del País Valencià. Vegeu-ne altres significats a «Traiguera (planta)». |

Traiguera és un municipi del País Valencià a la comarca del Baix Maestrat. Limita amb Sant Jordi, Cervera del Maestrat, La Jana, Canet lo Roig i Sant Rafel del Riu a la comarca del Baix Maestrat i amb Ulldecona a la comarca catalana del Montsià.

## Geografia

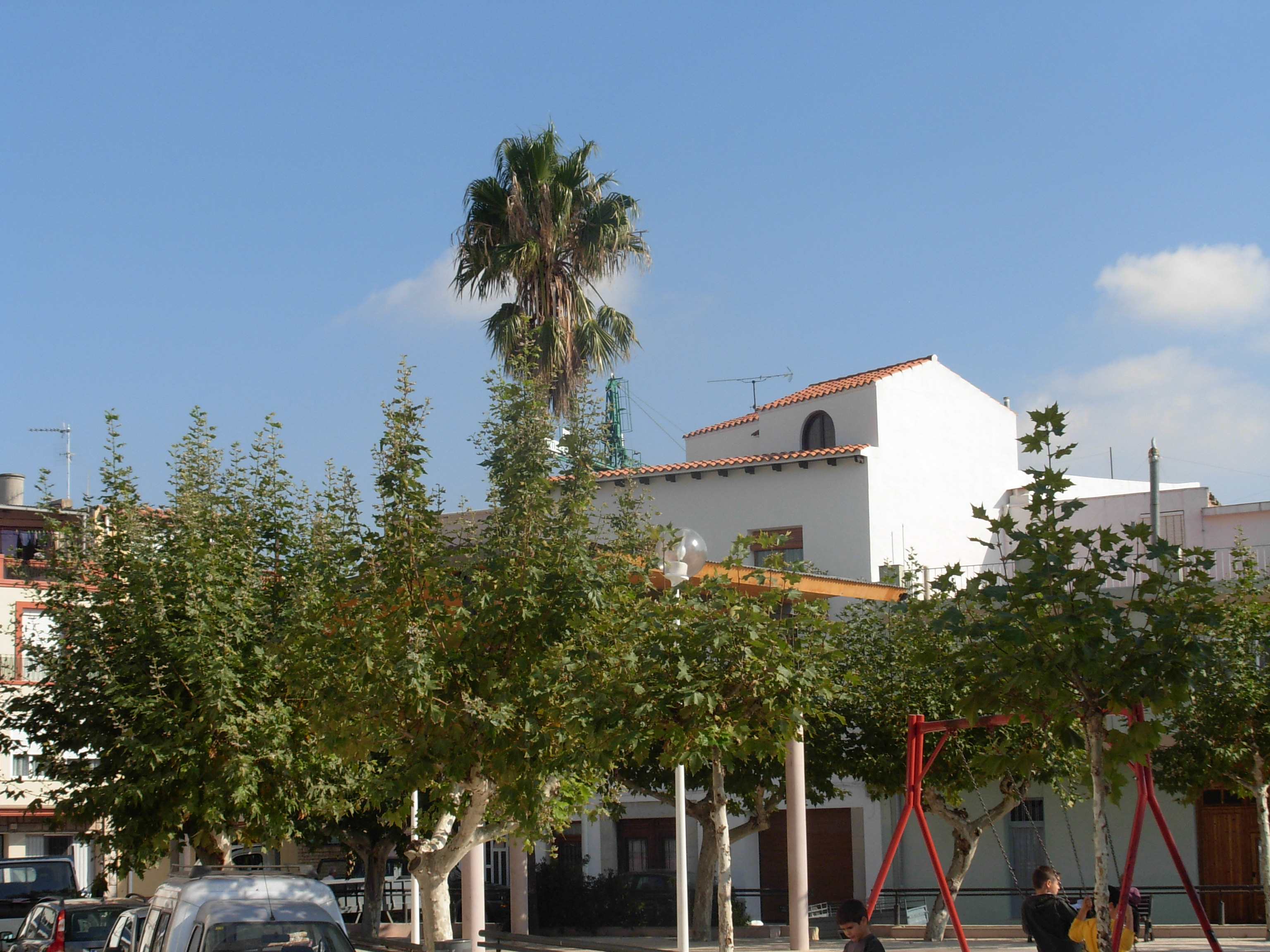
Plaça de la Constitució

Hi ha tres nuclis de població: Traiguera, Font de la Salut i Masia Avenc. La vila de Traiguera s'orienta cap al sud, aprofitant el pendent de la muntanya, mentre pel migdia els carrers i les cases aprofiten la inclinació del terreny tallat bruscament. El seu costat nord també està tallat per un esperó, on encara es conserven restes de muralla medieval i un portal que tancava el recinte emmurallat (s. XIII-XIV).
El nom de Traiguera, segons molts filòlegs, se'l considera relacionat amb el forment o blat, ja que la vall on és el poble ha estat gran productora d'aquest cereal. Traiguera és una planta gramínia de l'espècie Aegilops geniculata, semblant al blat, anomenada també blat bord i blat de perdiu. El cultiu de la traiguera com a aliment es va abandonar després de l'edat mitjana. Sembla que el nom també es relaciona amb l'escaiola. Traiguera va ser identificada també per Thiar Julia, citada pel geògraf Ptolemeu dins la Ilercavònia.
El riu Cérvol passa a 5 km a l'est del poble i configura la seua conca hidrogràfica. No és un riu amb cabal constant, ja que depén de les riuades caigudes durant l'any; encara que hi ha dues zones amb aigua durant tot l'any, com La peixera.
El clima és mediterrani, amb una temperatura mitjana anual de 15,8 °C i 525 mm de precipitacions, irregularment distribuïdes al llarg de l'any, amb sequera estival i un màxim de pluges de tardor (setembre-octubre) seguit per un altre màxim a la primavera (maig).

## Història
La seua història es remunta a l'època ibera. La romanització fou intensa, ja que per aquestes terres passava la Via Augusta. Després de la dominació musulmana i formant part de la batlia de Cervera fou senyoriu de l'orde de l'Hospital des de la conquesta, i del de Montesa des del 1319. Fou poblada amb cristians probablement en la dècada del 1240. En l'edat mitjana Traiguera continua sent localitat important, com ho demostra que el 1411 s'hi celebraren una part de les Corts Valencianes pel conflicte en la successió reial. Hi hagué noves corts el 1421 i el 1429. El 1440 va rebre el privilegi de fira anual, i va començar a construir-se al seu terme l'ermitori de la Font de la Salut amb un hostal. El segle xvi observa un important auge econòmic basat en l'agricultura i el comerç. Ha participat activament en els conflictes bèl·lics dels segles xviii i xix: Guerra de Successió, del Francés i carlistes.

## Demografia
| Evolució demogràfica (des de 1877) Censos de població | Evolució demogràfica (des de 1877) Censos de població                                                                | Evolució demogràfica (des de 1877) Censos de població |
| ----------------------------------------------------- | --- | ----------------------------------------------------- |
|                                                       | |                                                       |
| Nota:                                                 | (*) En aquesta data Sant Rafel del Riu ja no formava part del municipi de Traiguera, ja que se'n va separar el 1927. |                                                       |
|                                                       | Font: Institut Nacional d'Estadística                                                                                |                                                       |

| Població | 1.588 | 1.573 | 1.596 | 1.694 | 1.561 | 1.632 | 1.664 | 1.698 | 1.704 | 1.695 | 1.701 | 1.686 | 1.654 | 1.576 |

## Política i govern

### Composició de la Corporació Municipal
El Ple de l'Ajuntament està format per 9 regidors. En les eleccions municipals de 26 de maig de 2019 foren elegits 6 regidors del Partit Socialista del País Valencià (PSPV-PSOE) i 3 del Partit Popular (PP).
| Eleccions municipals de 26 de maig de 2019 - Traiguera                                                                         |                                          |                                     |                                     |        |          |          |
| Candidatura | Candidatura                              | Candidatura                         | Cap de llista                       | Vots   | Vots     | Regidors |
| | Partit Socialista del País Valencià-PSOE |                                     | Javier Ferrer Bort                  | 644    | 63,20%   | 6 (+1)   |
| | Partit Popular                           |                                     | José Grañana Cervera                | 362    | 35,53%   | 3 (-1)   |
| | Vots en blanc                            |                                     |                                     | 13     | 1,28%    |          |
| Total vots vàlids i regidors                                                                                                   | Total vots vàlids i regidors             | Total vots vàlids i regidors        | Total vots vàlids i regidors        | 1.019  | 100 %    | 9        |
| | Vots nuls                                | Vots nuls                           | Vots nuls                           | 24     | 2,30%    |          |
| Participació (vots vàlids més nuls)                                                                                            | Participació (vots vàlids més nuls)      | Participació (vots vàlids més nuls) | Participació (vots vàlids més nuls) | 1.043  | 93,46%** |          |
| Abstenció | Abstenció                                | Abstenció                           | Abstenció                           | 73*    | 6,54%**  |          |
| Total cens electoral | Total cens electoral                     | Total cens electoral                | Total cens electoral                | 1.116* | 100 %**  |          |
| Alcalde: Javier Ferrer Bort (PSPV-PSOE) (15/06/2019) Per majoria absoluta dels vots dels regidors                              |                                          |                                     |                                     |        |          |          |
| Fonts: JEC, JEZ Vinaròs, M. Interior, Periòdic Ara. (* No són vots sinó electors. ** Percentatge respecte del cens electoral.) |                                          |                                     |                                     |        |          |          |

### Alcaldes

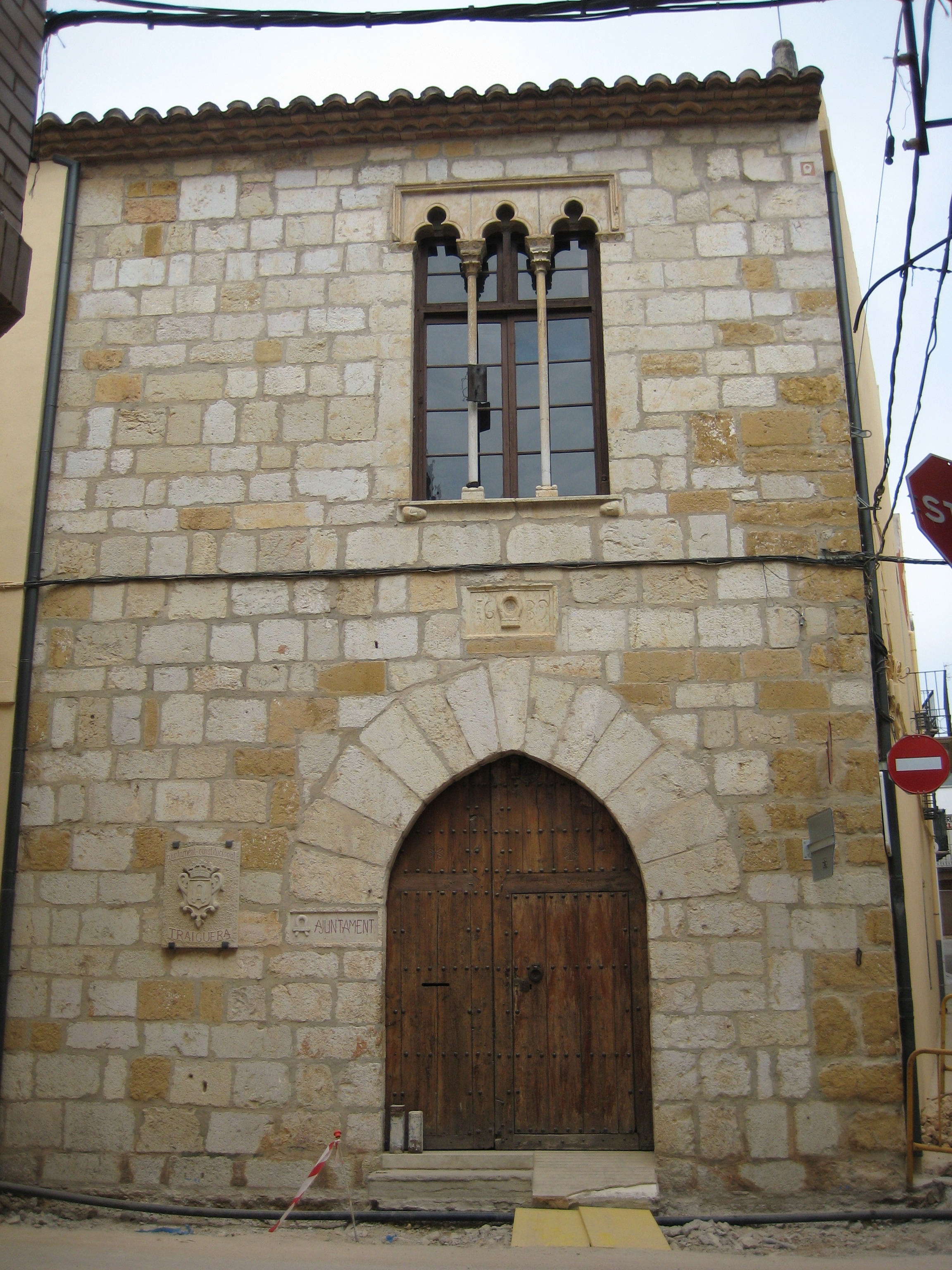
Casa de la vila

Des de 2015 l'Alcalde de Traiguera és Javier Ferrer Bort del Partit Socialista del País Valencià (PSPV-PSOE)
| Període                       | Alcalde o alcaldessa    | Partit polític | Data de possessió | Observacions |
| ----------------------------- | ----------------------- | -------------- | ----------------- | ------------ |
| 1979–1983                     | Elías Dellà Grañana     | UCD            | 19/04/1979        | --           |
| 1983–1987                     | Joaquín Puig Vidal      | PSPV-PSOE      | 28/05/1983        | --           |
| 1987–1991                     | Joaquín Puig Vidal      | PSPV-PSOE      | 30/06/1987        | --           |
| 1991–1995                     | José Ventura Benlliure  | PSPV-PSOE      | 15/06/1991        | --           |
| 1995–1999                     | José Vericat Vives      | PP             | 17/06/1995        | --           |
| 1999–2003                     | José Vericat Vives      | PP             | 03/07/1999        | --           |
| 2003–2007                     | Braulio Vericat Climent | PSPV-PSOE      | 14/06/2003        | --           |
| 2007–2011                     | Carlos Roda Esteller    | PP             | 16/06/2007        | --           |
| 2011–2015                     | Carlos Roda Esteller    | PP             | 11/06/2011        | --           |
| 2015–2019                     | Javier Ferrer Bort      | PSPV-PSOE      | 13/06/2015        | --           |
| 2019-2023                     | Javier Ferrer Bort      | PSPV-PSOE      | 15/06/2019        | --           |
| Des de 2023                   | Javier Ferrer Bort      | PSPV-PSOE      | 17/06/2023        | --           |
| Fonts: Generalitat Valenciana |                         |                |                   |              |

## Economia
L'economia traiguerina es basa en l'agricultura: olivera, ametler i taronger, i alguna granja d'aus. Però l'activitat tradicional més arrelada és la construcció menestral de gerres i cànters. Ja els moros hi mantenien nombrosos tallers, que en èpoques posteriors s'organitzaren en gremi. El segle passat hi havia 35 tallers, a hores d'ara (2010) hi roman només un.

## Llocs d'interés
- Font de Sant Vicent. És de 1611, restaurada el 1870. Consta d'una font i una zona de passeig. La font conserva un frontispici d'arcada renaixentista, es va erigir en commemoració de la predicació del sant a la vila el 1413.
- Barranc del Mas Roig. Microreserva de flora.
- Toll Negre. Microreserva de flora.

Traiguera té diversos monuments, tant civils com religiosos: 

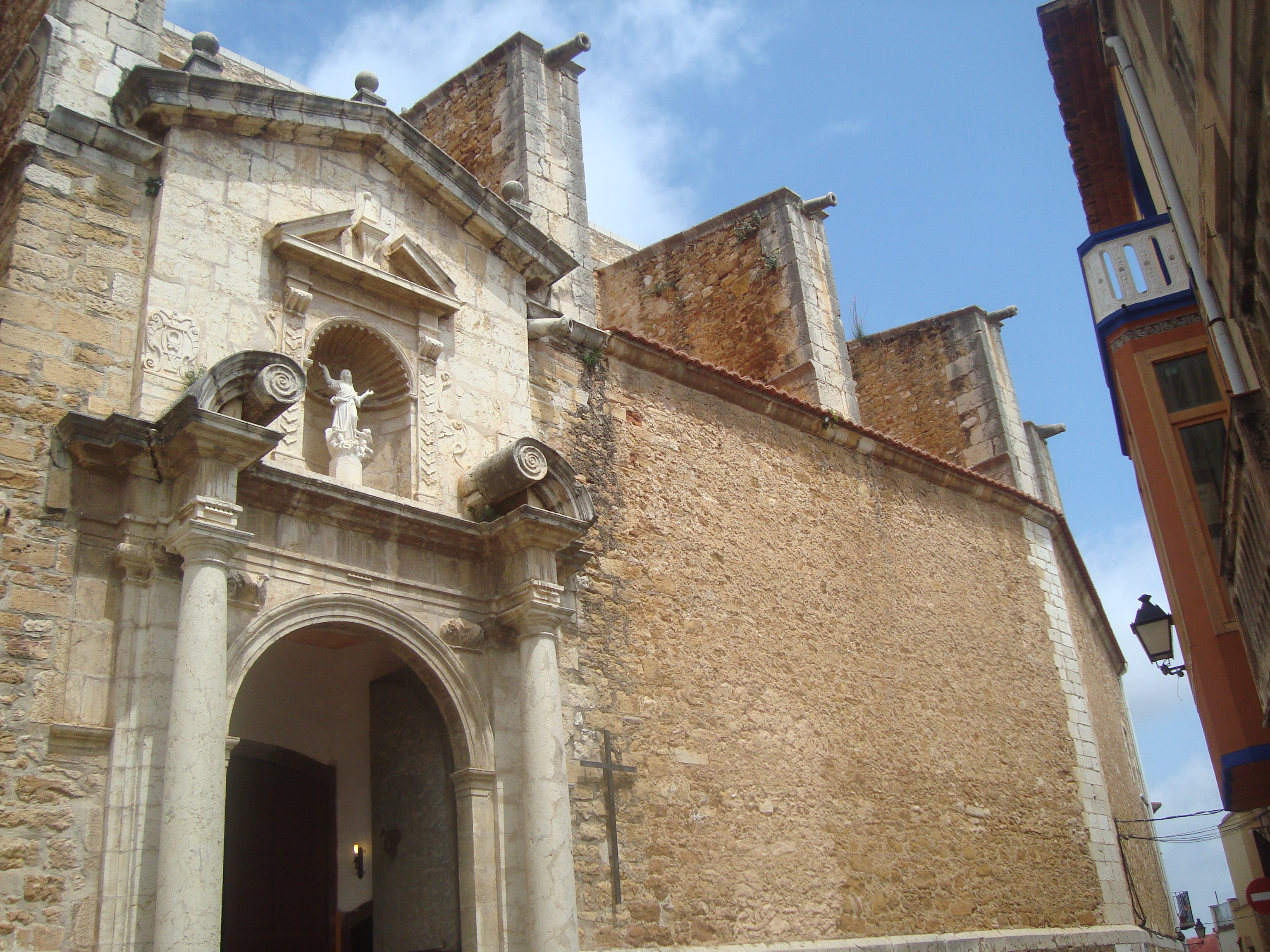
Església parroquial de l'Assumpció (Traiguera, Castelló)

- Església parroquial de l'Assumpció (Traiguera, Castelló)Ajuntament. Segle XV. Conserva un finestral gòtic originari de l'antiga Aula de Gramàtica Llatina.
- Edificis renaixentistes. Dos, en bon estat, situats al carrer Major.

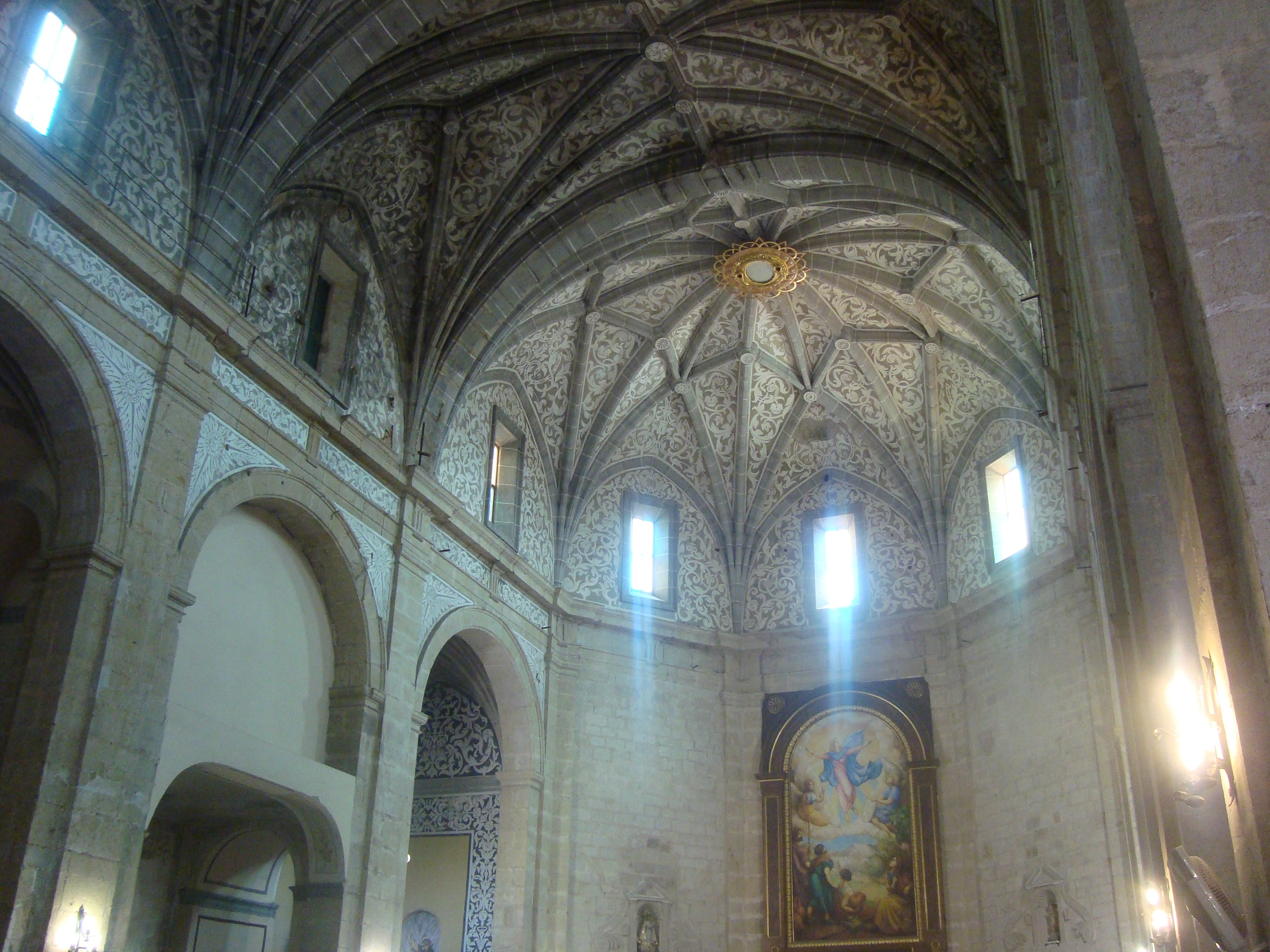
Església parroquial de l'Assumpció (Traiguera)

- Església parroquial de l'Assumpció (Traiguera)Església de l'Assumpció. Edifici renaixentista, del segle xvii, que conserva nombroses obres d'art sacre allotjades en el Museu Parroquial d'Orfebreria. És d'una sola nau de quatre trams amb capelles laterals entre contraforts, comunicades entre si, alçat de pilastres dòriques i cubrició amb voltes de creueria. El presbiteri és poligonal amb sagristies als costats, a les quals s'accedeix per belles portades renaixentistes. El temple no va arribar a concloure's, li'n falta un tram, com es pot comprovar als peus, ja que tanca la seua prolongació un mur. El campanar pertanyia a l'anterior temple. Va iniciar-ne les obres el 1400 el mestre Bertomeu Durà, i es van concloure en el s. XVII; és de planta octogonal. La porta lateral de l'església conserva baldes i ferratges gòtics del segle xv.
- Reial Santuari de la Mare de Déu de la Font de la Salut. La seua història va començar amb l'edificació d'una petita capella el 1384. La font de la Salut comença a ser coneguda més enllà de les fronteres comarcals. Il·lustres personatges de la història estatal com el papa Alexandre VI, Carles I i Felip II, entre d'altres, amb la seva visita i interès pel santuari, van afavorir que entre els segles XV i XVIII estigués acabat aquest impressionant conjunt. L'ermita té dos accessos amb portades d'arc pla. Remata l'edifici amb una espadanya de l'antic temple gòtic del 1439. El seu interior és d'una sola nau dividida en tres trams amb creuer i, als peus, el cor amb barana de fusta del segle xviii. Arcs de mig punt en la nau i arc triomfal en la capçalera. En la capella major hi ha el cambril de la Verge. Entre la decoració, sobresurten les pintures atribuïdes tradicionalment als germans Vicent i Eugeni Guilló. El seu estil és de caràcter figurativoal·legòric quan tracta personatges bíblics, i un to més narratiu en les escenes de la Verge de la Font de la Salut. Són també importants els guixos daurats amb motius de rocalla així com les restes d'un sòcol de Manises. Segons conta la tradició, en el segle xiv va ocórrer l'aparició a dos pastors d'una imatge mariana, dintre de la deu d'aigües curatives que hi ha allí. Des de llavors, els romers de nombrosos municipis de l'entorn recorren cada any aquest camí, jalonat per set creus de terme que simbolitzen els Set Dolors de la Verge.
- Capella de Sant Vicent. Aixecada en honor de la visita del sant.
- Capella de Sant Blai. Segles XVIII–XIX. Allotja el Museu Municipal de Ceràmica.
- Capella de Sant Jaume. Segle XVII. Actualment Llar del Jubilat.

## Curiositats
L'any 2019, la Xarxa Euromediterrània de Ciutats de l'Olivera va elegir la de Sinfo, a Traiguera, com la millor olivera monumental del Mediterrani, i de la qual el jurat en va valorar la longevitat i la seua espectacular estampa. Es tracta d'un dels exemplars més ancestrals de la península Ibèrica i, per tant, de la conca Mediterrània.

## Esports
El "trinquet amb frares" és una variant de la pilota valenciana, es practica en un recinte (trinquet) de quatre parets, tancat totalment, amb graderies darrere. La peculiaritat del trinquet amb frares és que té dues viseles en la part davantera: quan la pilota colpeja allí canvia la trajectòria. Es juga amb pilota de badana i era el joc predominant en tota la zona del Maestrat i Montsià a principis del segle xx.

## Festes i celebracions
- Festes de Sant Vicent. El dilluns posterior al Dilluns de Pasqua.
- Festa al Santuari de la Font de la Salut. Celebració popular i antiga que commemora la troballa miraculosa de la Verge en el s. XIV. Destaquen les Danses del Pastor. Se celebra el primer diumenge de setembre.
- Festes patronals. Del 13 al 23 d'agost en honor de la Marededeu de l'Assumpció i a Sant Roc.